# Bernard Parent (homme politique)
Pour les articles homonymes, voir Bernard Parent et Parent.
Bernard-Arthur Parent, mieux connu sous le nom de Bernard Parent, né le 13 janvier 1927 à Saint-Jérôme où il meurt le 1er mai 1993, est un homme d'affaires et homme politique québécois.
Il est maire de la ville de Saint-Jérôme de 1971 à 1985 et député libéral de la circonscription de Prévost de 1973 à 1976.

## Biographie
Né le 13 janvier 1927 à Saint-Jérôme, Bernard Parent est le fils d'Armand Parent, comptable, et d'Annette O'Shea. Il fait des études au Collège de Saint-Jérôme, à la Catholic High School, à l'École des hautes études commerciales de Montréal et  à la Faculté de commerce de l'Université Laval à Québec.
Étant homme d'affaires, Bernard Parent est impliqué dans le monde des affaires notamment en étant président de la Chambre de commerce de Saint-Jérôme de 1962 à 1964 pour ensuite devenir le président de la Chambre de commerce régionale des comtés d'Argenteuil, de Terrebonne et de Deux-Montagnes de 1964 à 1966 et de 1968 à 1970. C'est en 1971 qu'il devient maire de la ville de Saint-Jérôme. Il conserve ce poste jusqu'en 1985. En 1973, il est élu député du Parti libéral du Québec dans la circonscription de Prévost en obtenant 48,49 % des voix devant Jean-Claude Lauzon du Parti québécois qui récolte 36,40 %. Lors de l'élection suivante, il est défait par le candidat péquiste Jean-Guy Cardinal.
Il meurt le 1er mai 1993 à Saint-Jérôme à l'âge de 66 ans.